# Smile (álbum de Boris)
Smile es el decimocuarto álbum de estudio del trío Boris. Fue lanzado en marzo de 2008 por el sello japonés Diwphalanx Records. Posteriormente, el sello Southern Lord Records lo publicaría en Estados Unidos con un listado de canciones distinto, así como con un diferente sonido y arte del disco. En el álbum colaboraron los músicos japoneses You Ishihara (de White Heaven) y Michio Kurihara (de White Heaven y Ghost), además del estadounidense Stephen O'Malley (de Sunn O)))), uno de los fundadores de Southern Lord y responsable por el arte de Smile en la edición de dicho sello.
En lo que respecta a su sonido, Smile destaca por ser el segundo álbum de Boris que tiene voz en todas sus canciones (el primero, excluyendo los discos de una sola canción, fue Amplifier Worship). Por otro lado, el trabajo profundiza en las tendencias experimentales del trío, con un sonido más manipulado, el uso de cajas de ritmos e incluso experimentos con samples (por ejemplo, "枯れ果てた先" es esencialmente "No One Grieves, Part 2" de The Thing Which Solomon Overlooked 2 con voz añadida, y parte de la séptima canción de la versión hardcore de Vein es usada en la canción sin título que cierra Smile).

## Lista de canciones

### Edición de Diwphalanx Records
| N.º | Título                                             | Escritor(es)                                      | Duración |  |
| 1.  | «Messeeji» ("メッセージ")                          |                                                   | 7:06     |  |
| 2.  | «Buzz-In»                                          |                                                   | 2:34     |  |
| 3.  | «Hanate!» ("放て!")                                |                                                   | 5:02     |  |
| 4.  | «Hana, Taiyou, Ame» ("花・太陽・雨")               | Música por Takayuki Inoue Letra por Osami Kishibe | 5:35     |  |
| 5.  | «Tonari No Sataan» ("隣のサターン")                |                                                   | 5:20     |  |
| 6.  | «Kare Hateta Saki» ("枯れ果てた先")                |                                                   | 7:26     |  |
| 7.  | «Kimi wa Kasa o Sashiteita» ("君は傘をさしていた") |                                                   | 9:19     |  |
| 8.  | «(sin título)»                                     |                                                   | 19:20    |  |

### Edición de Southern Lord Records en vinilo
| Lado A |              |          |  |
| N.º    | Título       | Duración |  |
| 1.     | «Statement»  |          |  |
| 2.     | «Buzz-In»    |          |  |
| 3.     | «Laser Beam» |          |  |
| 4.     | «Vein»       |          |  |

| Lado B |                                         |          |  |
| N.º    | Título                                  | Duración |  |
| 1.     | «My Neighbour Satan»                    |          |  |
| 2.     | «Ka Re Ha Te Ta Sa Ki -No Ones Grieve-» |          |  |

| Lado C |                                |                                                   |          |  |
| N.º    | Título                         | Escritor(es)                                      | Duración |  |
| 1.     | «Flower Sun Rain»              | Música por Takayuki Inoue Letra por Osami Kishibe |          |  |
| 2.     | «You Were Holding an Umbrella» |                                                   |          |  |
| 3.     | «After Me»                     |                                                   |          |  |

| Lado D |                |          |  |
| N.º    | Título         | Duración |  |
| 1.     | «(sin título)» |          |  |

### Edición de Southern Lord Records en CD
| N.º | Título                                  | Escritor(es)                                      | Duración |  |
| 1.  | «Flower Sun Rain»                       | Música por Takayuki Inoue Letra por Osami Kishibe | 7:26     |  |
| 2.  | «Buzz-In»                               |                                                   | 2:57     |  |
| 3.  | «Laser Beam»                            |                                                   | 4:30     |  |
| 4.  | «Statement»                             |                                                   | 3:24     |  |
| 5.  | «My Neighbour Satan»                    |                                                   | 5:18     |  |
| 6.  | «Ka Re Ha Te Ta Sa Ki -No Ones Grieve-» |                                                   | 8:58     |  |
| 7.  | «You Were Holding an Umbrella»          |                                                   | 8:54     |  |
| 8.  | «(sin título)»                          |                                                   | 15:29    |  |

## Créditos

### Músicos

#### Boris
- Takeshi – voz, guitarra, bajo
- Wata – voz, guitarra, eco
- Atsuo – voz, batería, percusión

#### Invitados
- Souichirou Nakamura – guitarra en "Messeeji", bajo en "Kimi wa Kasa o Sashiteita"
- You Ishihara – percusión y manipulación y tratamiento de efectos análogos en "Hana, Taiyou, Ame" y "Kimi wa Kasa o Sashiteita"
- Michio Kurihara – guitarra en "Hana, Taiyou, Ame", "Tonari No Sataan" y "Kimi wa Kasa o Sashiteita"
- Stephen O'Malley – guitarra en "(sin título)"

### Producción
- Grabado por Souichirou Nakamura y Fangsanalsatan.
- Mezclado por You Ishihara y Souichirou Nakamura.
- Masterizado por Souichirou Nakamura.